# 21073 Darksky
21073 Darksky è un asteroide della fascia principale. Scoperto nel 1991, presenta un'orbita caratterizzata da un semiasse maggiore pari a 2,5812274 UA e da un'eccentricità di 0,2245876, inclinata di 2,92005° rispetto all'eclittica.